# Linie trolejbusowe w Gdyni
Linie trolejbusowe w Gdyni – Zarząd Komunikacji Miejskiej w Gdyni zleca PKT Gdynia świadczenie usług na 18 liniach trolejbusowych. Na 9 liniach wybrane lub wszystkie kursy wykonywane są poprzez trasy pozbawione sieci trakcyjnej, trolejbusy poruszają się tam na zasilaniu akumulatorowym.

## Spis linii
Podkreśleniem zaznaczono odcinki pozbawione sieci trakcyjnej.
Stan na 26 lutego 2024:
| Linia | Trasa | Funkcjonowanie                                        | Czas podróży (min.) | Długość | Typ linii |
| ----- | --- | ----------------------------------------------------- | ------------------- | --- | --------- |
| 21    | Gdynia Dworzec Główny PKP - 10 Lutego - Świętojańska - al. Zwycięstwa - (granica Gdynia - Sopot) - al. Niepodległości - Sopot Reja | Dni powszednie                                        | 36 - 38             | 8,7 km | S         |
| 22    | Gdynia Dworzec Główny PKP - Wójta Radtkego (z powrotem: Jana z Kolna) - Świętojańska - Warszawska - Morska - Chylońska - Cisowa SKM | Codziennie                                            | 39 - 41             | 10,4 km | S         |
| 23    | Gdynia Dworzec Główny PKP - Wójta Radtkego (z powrotem: Jana z Kolna) - Świętojańska - al. Zwycięstwa - Wielkopolska - Chwaszczyńska - Nowowiczlińska - Rdestowa - Chwaszczyńska - Starochwaszczyńska - Kacze Buki Wybrane kursy: Stocznia Gdynia - al. Solidarności - Janka Wiśniewskiego - ... | Codziennie (przedłużone kursy tylko w dni powszednie) | 45 - 54             | 14, 4 km (16 km z przedłużeniem) | S         |
| 24    | Stocznia Gdynia - al. Solidarności - Wójta Radtkego - Janka Wiśniewskiego (z powrotem: Jana z Kolna) - Świętojańska - al. Zwycięstwa - Wielkopolska - Chwaszczyńska - Nowowiczlińska - Miętowa - Dąbrowa Miętowa | Codziennie                                            | 44 - 52             | 14,2 km | S         |
| 25    | 3 Maja - Hala - Wójta Radtkego (z powrotem: Jana z Kolna) - Świętojańska - Warszawska - Morska - Owsiana - Cisowa SKM | Codziennie                                            | 31 - 32             | 8,6 km | S         |
| 26    | Orłowo SKM – ''Klif'' - al. Zwycięstwa - Warszawska - Morska - Cisowa Sibeliusa | Codziennie                                            | 39 - 44             | 12,8 km | S         |
| 27    | Cisowa SKM - Chylońska - Morska - Warszawska - Śląska - Górskiego - Łużycka - Stryjska - al. Zwycięstwa - Wielkopolska - Chwaszczyńska - Nowowiczlińska - Rdestowa - Chwaszczyńska - Starochwaszczyńska - Kacze Buki Linia trolejbusowa, obsługiwana w wybranych kursach przez autobusy. | Codziennie oprócz niedziel i świąt                    | 63                  | 20,3 km | S         |
| 28    | 3 Maja - Hala - Wójta Radtkego (z powrotem: Jana z Kolna) - Świętojańska - 10 Lutego - Morska - Chylońska - Kartuska - Jaskółcza - Chabrowa - Pustki Cisowskie | Codziennie                                            | 34 - 35             | 10,1 km | S         |
| 29    | Gdynia Dworzec Główny PKP - 10 Lutego - Świętojańska (wybrane kursy w tę stronę 10 Lutego - al. Jana Pawła II - Świętojańska) - al. Zwycięstwa - Wielkopolska - Chwaszczyńska - Gryfa Pomorskiego - Wielki Kack Fikakowo | Codziennie                                            | 34 - 42             | 10,4 km (12,2 km z zajazdem) | S         |
| 30    | Gdynia Dworzec Główny PKP - Wójta Radtkego (z powrotem: Jana z Kolna) - Świętojańska - Warszawska - Morska - Cisowa Sibelusa | Dni powszednie                                        | 39 - 44             | 10,9 km | S         |
| 31    | Dąbrowa Miętowa - Miętowa - Nowowiczlińska - Chwaszczyńska - Wielkopolska - al. Zwycięstwa - (granica Gdynia - Sopot) - al. Niepodległości - 3 Maja - Władysława IV - Władysława Łokietka - Plac Dwóch Miast - (granica Sopot - Gdańsk) - Sopot/Gdańsk Ergo Arena Wybrane kursy: Kacze Buki - Starochwaszczyńska - Chwaszczyńska - Rdestowa - Nowowiczlińska - ... | Codziennie                                            | 45 - 53             | 15,3 km (15,8 km z Kaczych Buków) | S         |
| 32    | Mały Kack Strzelców - al. Zwycięstwa - Świętojańska - Jana z Kolna (z powrotem Wójta Radtkego) - Janka Wiśniewskiego - Trasa im. Eugeniusza Kwiatkowskiego - Unruga - Złota - Pogórze Dolne Złota | Codziennie                                            | 51                  | 10,2 km | S         |
| 33    | Gdynia Dworzec Główny PKP - Wójta Radtkego (z powrotem: Jana z Kolna) - Świętojańska - al. Zwycięstwa - Wielkopolska - Chwaszczyńska - Brzechwy - Makuszyńskiego - Karwiny Tuwima Wybrane kursy: Stocznia Gdynia - al. Solidarności - Janka Wiśniewskiego - ... | Codziennie oprócz niedziel i świąt                    | 33 - 37             | 10,3 km (12 km z przedłużeniem) | S         |
| 34    | Demptowo - Skarbka - Kartuska - Morska - 10 Lutego - Władysława IV - Węzeł Franciszki Cegielskiej | Dni powszednie                                        | 31 - 34             | 9 km | S         |
| 181   | Kacze Buki - Starochwaszczyńska - Chwaszczyńska - Rdestowa - Nowowiczlińska - Chwaszczyńska - Sopocka - (granica Gdynia - Sopot) - Malczewskiego - Niepodległości - Sopot Reja Linia trolejbusowa, obsługiwana w wybranych kursach przez autobusy. | Codziennie                                            | 36-39               | 12,7 km | S         |
| 326   | Grabówek SKM - Zakręt do Oksywia - Morska - 10 Lutego - Świętojańska - al. Zwycięstwa - Orłowo SKM – ''Klif'' Linia zabytkowa, obsługiwana przez pojazdy zabytkowe | Niedziele i święta                                    | 33 - 39             | 9,7 km | WZ        |
| 710   | a) Kacze Buki - Starochwaszczyńska - Chwaszczyńska - Rdestowa - Nowowiczlińska - Chwaszczyńska - Wielkopolska - al. Zwycięstwa - Świętojańska - 10 Lutego - Podjazd - Morska - Zakręt do Oksywia - Grabówek SKM b) Dąbrowa Miętowa - Nowowiczlińska - ... - Grabówek SKM c) Wielki Kack Fikakowo - Gryfa Pomorskiego - Wielkopolska - ... - Grabówek SKM d) Karwiny Tuwima - Makuszyńskiego - Brzechwy - Wielkopolska - ... - Grabówek SKM e) Orłowo SKM – „Klif” - al. Zwycięstwa - ... - Grabówek SKM f) Sopot Reja - al. Niepodległości - (granica Sopot - Gdynia) - al. Zwycięstwa - ... - Grabówek SKM g) Stocznia Gdynia - al. Solidarności - Janka Wiśniewskiego - Wójta Radtkego - Świętojańska - ... - Grabówek SKM h) 3 Maja - Hala - Wójta Radtkego - ... - Grabówek SKM i) Cisowa Sibelusa - Morska - ... - Grabówek SKM j) Cisowa SKM - Owsiana - Morska - ... - Grabówek SKM k) Cisowa SKM - Chylońska - Morska - ... - Grabówek SKM l) Pustki Cisowskie - Chabrowa - Jaskółcza - Kartuska - Morska -... - Grabówek SKM m) Demptowo - Skarbka - Kartuska - ... - Grabówek SKM n) Pogórze Dolne Złota - Złota - Unruga - Trasa im. Eugeniusza Kwiatkowskiego - - Morska - ... - Grabówek SKM Wszystkie kursy tylko w tym kierunku | Codziennie                                            | 13 - 55             | a) 17 km b) 15,3 km c) 13,4 km d) 12,7 km e) 9,1 km f) 14,3 km g) 6,9 km h) 4,7 km i) 4,3 km j) 4,5 km k) 4,2 km l) 5,1 km m) 4,6 km n) 5.7 km | D         |
| 723   | Morska - Estakada - Morska - Podjazd - 10 Lutego - Świętojańska - Jana z Kolna - Janka Wiśniewskiego - al. Solidarności - Stocznia Gdynia Wszystkie kursy tylko w tym kierunku | Codziennie oprócz niedziel i świąt                    | 22                  | 6,7 km | D         |

Oprócz tego trolejbusy obsługują wybrane kursy na liniach autobusowych: K, X, 109, 114, 147, 159, 740, N30.

## Legenda
| Symbol | Znaczenie                                           |
| ------ | --------------------------------------------------- |
| C      | Linia cmentarna (funkcjonuje 1 listopada)           |
| D      | Linia dojazdowa/zjazdowa                            |
| S      | Linia stała                                         |
| W      | Linia wakacyjna                                     |
| WZ     | Linia wakacyjna (obsługiwana pojazdami zabytkowymi) |